# Эфель, Андреас Феликс фон
Андреас Феликс фон Эфель (нем. Andreas Felix von Oefele; 17 мая 1705, Мюнхен — 24 февраля 1780, там же) — немецкий историк, придворный библиотекарь и секретарь принца Баварии Клеменса Франца.

## Биография
Изучал право, историю и теологию в Ингольштадте, получил образование библиотекаря в Лёвенском университете, который окончил в 1727 году. После путешествий по Голландии и Франции, в 1735 году вернулся в Баварию, где стал учителем принца Баварии Клеменса Франца. Был придворным секретарем и библиотекарем. Сохранились его гербовые экслибрисы с девизом «Honos Erit huic quoque Luto». В 1759 году стал одним из основателей Баварской академии наук.
Опубликовал важные источники по истории Германии, в частности, в 1763 году частично издал «Аугсбургскую хронику» Бурхарда Цинка (нач. XV в.).